# Callisto (Xena: la princesa guerrera)
Callisto es un personaje de ficción de la serie de televisión Xena: la princesa guerrera. Se trata de uno de los villanos más importantes de la serie. También aparece en tres episodios de la serie Hercules: The Legendary Journeys (conocida en Hispanoamérica como Hércules: Los viajes legendarios y en España como Hércules: Sus viajes legendarios). El papel es interpretado por la actriz estadounidense Hudson Leick.

## Descripción general
Callisto es la némesis de Xena y su gran archienemiga. Sus deseos de venganza contra Xena están motivados por el sufrimiento que esta le causó en el pasado. Cuando Callisto era una niña, perdió a su familia debido a que el ejército de Xena quemó y arrasó su pueblo, Cirra.
Callisto quedó traumatizada por el ataque y acabó enloqueciendo y obsesionándose con vengarse de Xena. Callisto muestra signos de padecer trastorno bipolar y una personalidad psicópata que se manifiestan en un extraño sadismo, una alegría excesiva y una crueldad histérica hacia Xena y sus amigos.
Callisto no pretende simplemente matar a Xena, sino que desea hacerla sufrir intensamente. Por ello, continuamente deja pasar oportunidades de asesinarla. Xena, por su parte, perdonó la vida a Callisto debido a sus propios sentimientos de culpa.
Callisto padece un complejo de mártir y justifica sus actos culpando de su maldad a Xena y rechazando hacerse responsable de sus propios actos.

## Historia del personaje

### Venganza

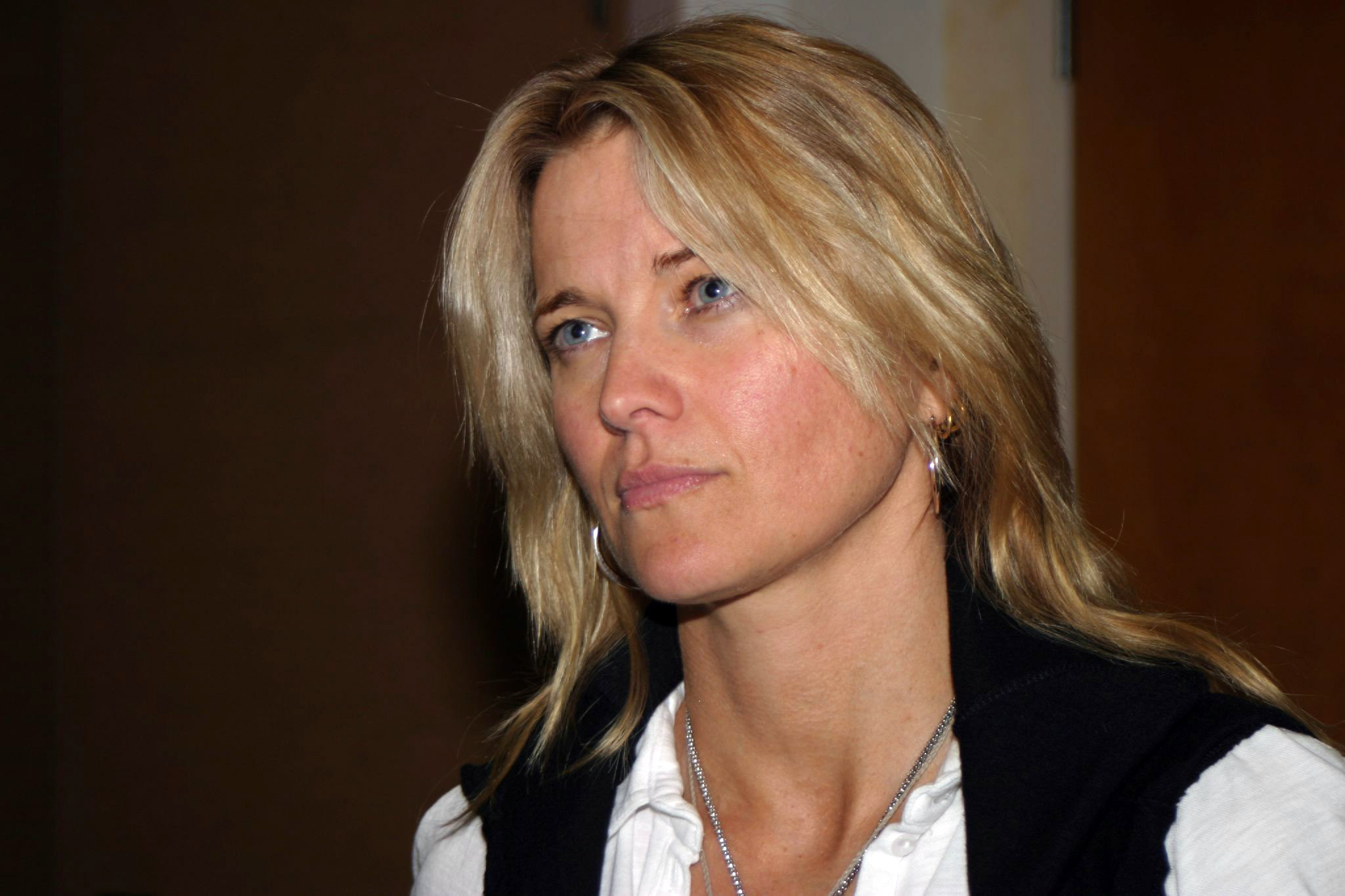
Lucy Lawless, actriz que interpreta a Xena: la princesa guerrera. Xena es, para Callisto, su mayor enemiga. Ella fue quien provocó que Callisto se convirtiese en una malvada guerrera, pero también es la responsable de la redención de Callisto.

La primera aparición de Callisto fue en el episodio The Greater Good (título traducido en España como El bien supremo y en Hispanoamérica como El Menor de los males), donde dispara a Xena con una ballesta envenenada. Es en el siguiente episodio donde se revela que ella fue la autora del disparo. En dicho episodio, Callisto ha reclutado un pequeño ejército y pasa sus días entrenando duro con ellos hasta ser tan buena como Xena. Empieza su campaña de venganza asaltando y quemando aldeas y matando salvajemente a la gente en el nombre de Xena. Callisto espera reavivar la fama de villana de Xena y destruir su reputación para luego matarla. Xena no tiene más remedio que enfrentarse a ella y, tras una reñida pelea, la vence, aunque no es capaz de matarla. Xena entrega a Callisto a las autoridades, quienes la encierran entre rejas.
Sin embargo, Callisto logra escapar de la cárcel y encontrar de nuevo a Xena. Callisto aún no es capaz de derrotar a Xena y en lugar de eso, mata a Pérdicas, el hombre con quien Gabrielle se acababa de casar. Xena atrapa de nuevo a Callisto y, tras una persecución, acaban ambas en unas arenas movedizas. Xena escapa ingeniosamente de las arenas y deja morir a Callisto, observando como es absorbida por la tierra.
Callisto acaba en el inframundo, en la región del Tártaro, y se alía con Ares, Dios de la Guerra, (quien la ha seleccionado como su potencial nueva compañera) para invadir los sueños de Xena e intercambiar los cuerpos de ambas. En consecuencia, Callisto queda liberada y Xena atrapada en el Tártaro. Xena persuade a Hades de que le permita regresar a la Tierra. Aún atrapada en el cuerpo de Callisto, Xena derrota a su enemiga y la envía de vuelta al Tártaro. Xena contiúa atrapada en el cuerpo de Callisto durante un episodio más, hasta que Ares les devuelve a ambas sus cuerpos originales.

### Inmortalidad y divinidad
Callisto vuelve a escapar del Tártaro en la serie Hercules: The Legendary Journeys, haciendo un pacto con Hera, la Reina de los Dioses. Hera permite a Callisto volver un día a la Tierra para matar a Hércules y le promete la inmortalidad si tiene éxito. Callisto envenena a la familia de Hércules y engaña a este para que la acompañe al Árbol de la Vida. El mordisco de una de sus manzanas doradas cura todas las enfermedades, pero comerse una manzana entera otorga la inmortalidad. A su pesar, Hércules acompaña a Callisto, pero ella lo deja atrapado y lo usa para revelar el árbol y comer una de sus manzanas, transformándose en inmortal. Hércules consigue escapar y pelea contra Callisto, dejándola atrapada en el laberinto donde están. Frustrada, a Callisto solo le queda su furia para consolarse por lo que parece ser una eternidad atrapada en unas ruinas.
De nuevo en la serie Xena: la princesa guerrera, una amazona llamada Velasca come ambrosía, un alimento que transforma a quien lo ingiera en dios. Velasca, con su recién adquirida divinidad, está obsesionada con matar a Gabrielle, por lo que Xena hace un arriesgado trato con Callisto. Le ofrece la posibilidad de comer la ambrosía a cambio de su ayuda. Xena hace que Callisto y Velasca luchen por la ambrosía en un puente de cuerda sobre un río de lava. En el momento en el que Callisto consigue la ambrosía y se la come, transformándose en diosa, Xena corta las cuerdas del puente y Callisto y Velasca caen a la lava.
Más tarde, Callisto es liberada de la lava por Hope (nombre traducido en España como Esperanza), la hija diabólica de Gabrielle. Recurriendo a tretas y engaños, Hope mata a Solan, el hijo de Xena, lo que provoca que la amistad de Xena y Gabrielle se rompa temporalmente. Xena logra atrapar a Callisto en una mina provocando un derrumbe en ella. En el episodio siguiente, Callisto se les aparece a Xena y Gabrielle como una manifestación de la culpa que ellas sienten.
Posteriormente, Hope libera a Callisto de la mina en un episodio de Hercules: The Legendary Journeys. Callisto consigue la Sangre de la Cierva, por medio de la cual, mata al dios Strife. Hope envía a Callisto atrás en el tiempo para destruir a Alcmene, la madre de Hércules, cuando aún está embarazada de él. Tras cumplir su misión, Callisto viaja a Cirra donde mata a su propio padre accidentalmente mientras intentaba proteger a su familia del ejército de Xena. Llena de tristeza y de arrepentimiento, mata a su madre también y deja a la joven Callisto en las ruinas en llamas. Iolus viaja en el tiempo para remediarlo; impide que Callisto mate a Alcmene y con ello, evita los sucesos de Cirra. Al final del episodio, Callisto queda atrapada en un portal interdimensional. Sin embargo, escapa de su prisión justo antes del renacimiento de Hope.
Para entonces, Callisto ya había tenido bastante del dolor y el sufrimiento que la había atormentado desde su infancia. Hope teje un capullo para su transformación de niña a adulta. Callisto acuerda protegerla durante su metamorfosis a cambio de olvidar para siempre. Cuando Gabrielle se sacrifica para destruir a Hope, Callisto cambia de opinión y exclama que ahora tiene una razón para vivir. Esto desata la ira de Xena, que mata a Callisto con la daga de la Sangre de la Cierva.

### Condenación y redención
Sin sus poderes de diosa, Callisto es condenada a un tormento eterno como demonio del infierno. Sin embargo, se le concede la oportunidad de volver a la vida si es capaz de corromper a Xena y hacer que César sea emperador de Roma. Debe cumplir su misión sin herir físicamente a Xena, pero debido a su furia irracional fracasa en ambas tareas. Por una vez, derrota a Xena rompiéndole la columna vertebral con el chakram de su enemiga. Callisto es devuelta al infierno, pero sus actos conducen a las muertes de César, Xena y Gabrielle. En pleno combate, Xena se derrumba muy herida por Callisto y Gabrielle trata de defenderla, pero son capturadas por los romanos. En los idus de marzo, César se declara a sí mismo emperador pero es asesinado por un grupo de senadores. Asimismo, Xena y Gabrielle son crucificadas por orden de César.

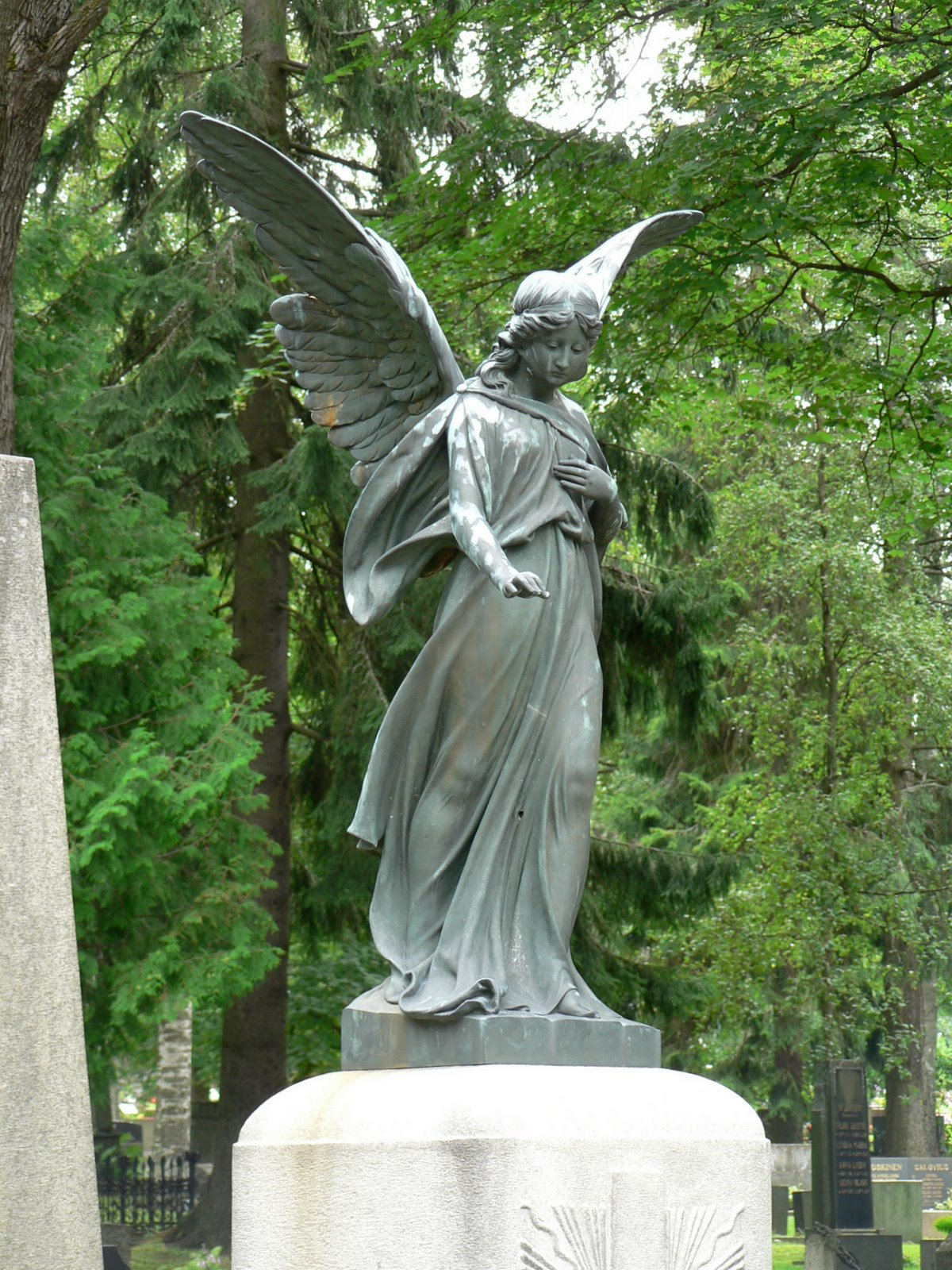
Estatua de un ángel. Callisto acaba convertida en un ángel gracias a Xena. Cuando esto sucede, Gabrielle la perdona por todo el daño causado.

Tras su muerte, Xena, transformada en arcángel, se encuentra con el demonio Callisto. Debido a su culpa por el sufrimiento de Callisto, Xena purga sus pecados y le devuelve su bondad. Callisto entonces se convierte en un ángel, completamente liberada del dolor y tormento que siempre había conocido y, a cambio, Xena se transforma en demonio, sacrificando su felicidad eterna para salvar a Callisto.
Xena y Gabrielle son resucitadas más tarde por Eli, ayudado por el ángel Callisto. Es entonces cuando Callisto marcha al cielo con su familia. Poco después de su resurrección, Xena queda embarazada, sin saber como, de Eva. Más tarde se revela que Eva es la reencarnación de Callisto. Eva es un regalo de Callisto a Xena y una forma de reparar el daño causado por la muerte de Solan. Así pues, de una forma peculiar, Callisto devuelve a Xena el hijo que mató y Xena a Callisto, la familia que destruyó.

## Poderes y habilidades
Callisto es una excelente luchadora a la altura de Xena y Hércules. Es capaz de coger y arrojar el chakram con la misma destreza que Xena, una habilidad que solo Gabrielle y Eva han conseguido repetir. El estilo de lucha de Callisto es muy similar al de Xena, con la excepción de que, a veces, se desconcentra y lucha con una ira ciega. Después de comer una de las manzanas doradas, se vuelve inmortal, pudiendo recuperarse de sus heridas instantáneamente. Posteriormente, Callisto se convierte en diosa y derrota a Ares en combate, aunque con la ayuda de Hope. Callisto usa sus poderes como diosa para lanzar rayos y, más frecuentemente, ráfagas de fuego. Más tarde, se convierte en demonio y, por último, en ángel, adquiriendo en cada caso las habilidades correspondientes.